# BodyRockers
I BodyRockers sono stati un gruppo di musica elettronica, house, rock elettronico e rock alternativo britannico-australiano, formato nel 2004 da Dylan Burns e Kaz James. Sono conosciuti per lo più per il loro singolo del 2005 I Like the Way.

## Gli inizi
Burns, un musicista proveniente da Canterbury, Inghilterra, stava visitando l'Australia quando fu presentato al DJ James (di Melbourne) da un altro DJ, Jason Herd. Il duo prima partì facendo suonare la chitarra a Burns sulle basi di James, ma dopo un mese dal loro primo incontro, il duo creò "I Like the Way", una canzone liberamente tratta dalla cover di Billy Idol del 1987 di "Mony Mony" di Tommy James and the Shondells.

## Tour
Il successo di "I Like the Way" permise ai BodyRockers di fare spettacoli in diversi paesi tra il 2005 e 2006. In un'intervista del 2007, James descriveva questo periodo come un "...periodo favoloso! Siamo stati in giro per il mondo con una band e venduto un fottio di dischi". Alla fine del 2005, il gruppo pubblica un ulteriore singolo, "Round and Round"; entrambe le canzoni possono essere trovate nell'album del 2005 BodyRockers. Il gruppo ha inciso un secondo album, sebbene i due abbiano deciso di comune accordo di non pubblicarlo per seguire invece le proprie carriere soliste. Come afferma James, "da allora ci siamo trasferiti e abbiamo fatto effettivamente un secondo album, ma entrambi abbiamo voluto intraprendere percorsi diversi nelle nostre vite; proseguire ancora con i Bodyrockers per altri tre anni promuovendo un altro album non era certo quello che volevamo". Eseguirono "I Like the Way" alla cerimonia di chiusura dei Giochi del Commonwealth del 2006 a Melbourne così come ai giochi estivi della Canterbury Christ Church University nel 2007.

## Comparse in altri settori
La canzone "I Like The Way" è stata utilizzata per le pubblicità di Hyundai, Diet Coke ed Ethel Austin. Fu anche usata come musica promozionale per uno show promozionale di Victoria's Secret del 2005 così come per il torneo di rugby Hong Kong Sevens.